# Gran Premio de la República Checa de Motociclismo de 2010
El Gran Premio de la República Checa de Motociclismo de 2010 (oficialmente: Cardion Grand Prix České Republiky) fue la décima prueba del Campeonato del Mundo de Motociclismo de 2010. Tuvo lugar en el fin de semana del 13 al 15 de agosto de 2010 en el Autódromo de Brno, situado en Brno, Moravia, República Checa.
La carrera de MotoGP fue ganada por Jorge Lorenzo, seguido de Dani Pedrosa y Casey Stoner. Toni Elías ganó la prueba de Moto2, por delante de Yuki Takahashi y Andrea Iannone. La carrera de 125 cc fue ganada por Nicolás Terol, Pol Espargaró fue segundo y Esteve Rabat tercero.

## Resultados

### Resultados MotoGP
| Pos.    | N.º | Piloto           | Constructor | Vueltas | Tiempo    | Parrilla | Pts. |
| ------- | --- | ---------------- | ----------- | ------- | --------- | -------- | ---- |
| 1       | 99  | Jorge Lorenzo    | Yamaha      | 22      | 43:22.638 | 3        | 25   |
| 2       | 26  | Dani Pedrosa     | Honda       | 22      | +5.494    | 1        | 20   |
| 3       | 27  | Casey Stoner     | Ducati      | 22      | +11.426   | 4        | 16   |
| 4       | 11  | Ben Spies        | Yamaha      | 22      | +13.723   | 2        | 13   |
| 5       | 46  | Valentino Rossi  | Yamaha      | 22      | +17.930   | 5        | 11   |
| 6       | 69  | Nicky Hayden     | Ducati      | 22      | +26.815   | 8        | 10   |
| 7       | 5   | Colin Edwards    | Yamaha      | 22      | +33.396   | 7        | 9    |
| 8       | 33  | Marco Melandri   | Honda       | 22      | +39.406   | 14       | 8    |
| 9       | 40  | Héctor Barberá   | Ducati      | 22      | +39.639   | 9        | 7    |
| 10      | 14  | Randy de Puniet  | Honda       | 22      | +40.893   | 11       | 6    |
| 11      | 58  | Marco Simoncelli | Honda       | 22      | +42.032   | 12       | 5    |
| 12      | 41  | Aleix Espargaró  | Ducati      | 22      | +47.091   | 16       | 4    |
| 13      | 15  | Alex de Angelis  | Honda       | 22      | +51.368   | 15       | 3    |
| Ret     | 19  | Álvaro Bautista  | Suzuki      | 21      | Caída     | 17       |      |
| Ret     | 36  | Mika Kallio      | Ducati      | 7       | Caída     | 13       |      |
| Ret     | 4   | Andrea Dovizioso | Honda       | 6       | Retirado  | 6        |      |
| Ret     | 65  | Loris Capirossi  | Suzuki      | 1       | Caída     | 10       |      |
| Fuente: |     |                  |             |         |           |          |      |

### Resultados Moto2
| Pos.    | N.º | Piloto              | Constructor | Vueltas | Tiempo       | Parrilla | Pts. |
| ------- | --- | ------------------- | ----------- | ------- | ------------ | -------- | ---- |
| 1       | 24  | Toni Elías          | Moriwaki    | 20      | 41:51.715    | 3        | 25   |
| 2       | 72  | Yuki Takahashi      | Tech 3      | 20      | +2.312       | 5        | 20   |
| 3       | 29  | Andrea Iannone      | Speed Up    | 20      | +2.959       | 2        | 16   |
| 4       | 16  | Jules Cluzel        | Suter       | 20      | +6.905       | 11       | 13   |
| 5       | 60  | Julián Simón        | Suter       | 20      | +6.974       | 9        | 11   |
| 6       | 2   | Gábor Talmácsi      | Speed Up    | 20      | +7.024       | 16       | 10   |
| 7       | 6   | Alex Debón          | FTR         | 20      | +7.808       | 15       | 9    |
| 8       | 3   | Simone Corsi        | MotoBi      | 20      | +11.691      | 7        | 8    |
| 9       | 65  | Stefan Bradl        | Suter       | 20      | +15.958      | 20       | 7    |
| 10      | 48  | Shoya Tomizawa      | Suter       | 20      | +15.974      | 1        | 6    |
| 11      | 12  | Thomas Lüthi        | Moriwaki    | 20      | +16.486      | 13       | 5    |
| 12      | 55  | Héctor Faubel       | Suter       | 20      | +16.490      | 19       | 4    |
| 13      | 10  | Fonsi Nieto         | Moriwaki    | 20      | +19.426      | 12       | 3    |
| 14      | 40  | Sergio Gadea        | Pons Kalex  | 20      | +20.130      | 22       | 2    |
| 15      | 35  | Raffaele de Rosa    | Tech 3      | 20      | +20.227      | 17       | 1    |
| 16      | 77  | Dominique Aegerter  | Suter       | 20      | +20.233      | 6        |      |
| 17      | 25  | Alex Baldolini      | I.C.P.      | 20      | +25.738      | 14       |      |
| 18      | 8   | Anthony West        | MZ-RE Honda | 20      | +27.526      | 32       |      |
| 19      | 19  | Xavier Simeon       | Moriwaki    | 20      | +27.711      | 34       |      |
| 20      | 63  | Mike di Meglio      | Suter       | 20      | +28.895      | 18       |      |
| 21      | 14  | Ratthapark Wilairot | Bimota      | 20      | +36.263      | 24       |      |
| 22      | 45  | Scott Redding       | Suter       | 20      | +44.281      | 10       |      |
| 23      | 68  | Yonny Hernández     | BQR-Moto2   | 20      | +46.446      | 33       |      |
| 24      | 4   | Ricky Cardús        | Bimota      | 20      | +47.620      | 35       |      |
| 25      | 80  | Axel Pons           | Pons Kalex  | 20      | +47.798      | 21       |      |
| 26      | 71  | Claudio Corti       | Suter       | 20      | +47.966      | 23       |      |
| 27      | 61  | Vladimir Ivanov     | Moriwaki    | 20      | +48.499      | 26       |      |
| 28      | 59  | Niccolò Canepa      | Suter       | 20      | +51.993      | 30       |      |
| 29      | 39  | Robertino Pietri    | Suter       | 20      | +52.243      | 37       |      |
| 30      | 95  | Mashel Al Naimi     | BQR-Moto2   | 20      | +53.151      | 36       |      |
| 31      | 5   | Joan Olivé          | Promoharris | 20      | +53.478      | 38       |      |
| 32      | 53  | Valentin Debise     | ADV         | 20      | +1:00.080    | 28       |      |
| 33      | 88  | Yannick Guerra      | Moriwaki    | 20      | +1:08.242    | 39       |      |
| Ret     | 44  | Roberto Rolfo       | Suter       | 14      | Retirado     | 4        |      |
| Ret     | 11  | Yusuke Teshima      | MotoBi      | 12      | Caída        | 29       |      |
| Ret     | 52  | Lukáš Pešek         | Moriwaki    | 9       | Retirado     | 25       |      |
| Ret     | 81  | Patrik Vostárek     | Suter       | 2       | Caída        | 27       |      |
| Ret     | 9   | Kenny Noyes         | Promoharris | 1       | Caída        | 31       |      |
| Ret     | 41  | Arne Tode           | Suter       | 0       | Caída        | 8        |      |
| DNS     | 17  | Karel Abrahám       | FTR         |         | No participó |          |      |
| Fuente: |     |                     |             |         |              |          |      |

### Resultados 125cc
| Pos.    | N.º | Piloto              | Constructor | Vueltas | Tiempo          | Parrilla | Pts. |
| ------- | --- | ------------------- | ----------- | ------- | --------------- | -------- | ---- |
| 1       | 40  | Nicolás Terol       | Aprilia     | 19      | 43:49.303       | 2        | 25   |
| 2       | 44  | Pol Espargaró       | Derbi       | 19      | +20.351         | 3        | 20   |
| 3       | 12  | Esteve Rabat        | Aprilia     | 19      | +20.555         | 12       | 16   |
| 4       | 94  | Jonas Folger        | Aprilia     | 19      | +29.529         | 13       | 13   |
| 5       | 84  | Jakub Kornfeil      | Aprilia     | 19      | +29.914         | 14       | 11   |
| 6       | 38  | Bradley Smith       | Aprilia     | 19      | +29.986         | 1        | 10   |
| 7       | 93  | Marc Márquez        | Derbi       | 19      | +31.405         | 4        | 9    |
| 8       | 53  | Jasper Iwema        | Aprilia     | 19      | +32.973         | 17       | 8    |
| 9       | 71  | Tomoyoshi Koyama    | Aprilia     | 19      | +41.842         | 8        | 7    |
| 10      | 39  | Luis Salom          | Aprilia     | 19      | +46.128         | 10       | 6    |
| 11      | 26  | Adrián Martín       | Aprilia     | 19      | +46.759         | 22       | 5    |
| 12      | 23  | Alberto Moncayo     | Aprilia     | 19      | +47.630         | 15       | 4    |
| 13      | 78  | Marcel Schrötter    | Honda       | 19      | +50.657         | 18       | 3    |
| 14      | 69  | Louis Rossi         | Aprilia     | 19      | +50.728         | 21       | 2    |
| 15      | 63  | Zulfahmi Khairuddin | Aprilia     | 19      | +55.490         | 23       | 1    |
| 16      | 11  | Sandro Cortese      | Derbi       | 19      | +1:00.902       | 5        |      |
| 17      | 35  | Randy Krummenacher  | Aprilia     | 19      | +1:02.374       | 7        |      |
| 18      | 95  | Alessandro Tonucci  | Aprilia     | 19      | +1:30.736       | 27       |      |
| 19      | 14  | Johann Zarco        | Aprilia     | 19      | +1:50.616       | 9        |      |
| 20      | 50  | Sturla Fagerhaug    | Aprilia     | 19      | +1:53.811       | 20       |      |
| 21      | 72  | Marco Ravaioli      | Lambretta   | 19      | +1:54.419       | 28       |      |
| 22      | 55  | Isaac Viñales       | Lambretta   | 19      | +1:54.710       | 25       |      |
| 23      | 87  | Luca Marconi        | Aprilia     | 19      | +2:03.252       | 29       |      |
| Ret     | 7   | Efrén Vázquez       | Derbi       | 17      | Caída           | 6        |      |
| Ret     | 15  | Simone Grotzkyj     | Aprilia     | 13      | Retirado        | 19       |      |
| Ret     | 48  | Ladislav Chmelik    | Honda       | 11      | Retirado        | 30       |      |
| Ret     | 32  | Lorenzo Savadori    | Aprilia     | 10      | Retirado        | 24       |      |
| Ret     | 92  | Luigi Morciano      | Aprilia     | 8       | Retirado        | 26       |      |
| Ret     | 5   | Alexis Masbou       | Aprilia     | 1       | Caída           | 16       |      |
| Ret     | 99  | Danny Webb          | Aprilia     | 0       | Caída           | 11       |      |
| DNQ     | 49  | Andrea Toušková     | Honda       |         | No se clasificó |          |      |
| Fuente: |     |                     |             |         |                 |          |      |